# Alice Houri
Pour les articles homonymes, voir Houri (homonymie).
Alice Houri, née en 1980, est une actrice française principalement connue pour ses collaborations avec la réalisatrice Claire Denis.

## Biographie
La carrière d'Alice Houri débute alors qu'elle a quatorze ans avec le téléfilm de Claire Denis US Go Home (1994). Elle ment sur son âge lors du casting pour ce rôle de jeune fille qui cherche à avoir sa première expérience sexuelle. Parce qu'elle est charmée par le duo que forment Alice Houri et Grégoire Colin, son frère dans le téléfilm, la réalisatrice décide de réaliser un nouveau film avec eux, cette fois pour le cinéma, Nénette et Boni, où ils sont de nouveau frère et sœur : « Dès qu’ils arrivaient sur le plateau, quelque chose se passait. Nous étions tous dingues d’eux ». Alice Houri incarne cette fois une jeune fille enceinte qui cherche à accoucher sous X.
Claire Denis a déclaré avoir une « relation vitale » avec Alice Houri, relation qui n'est pas d'ordre maternel. Le critique Cédric Mal, dans le livre qu'il consacre à Claire Denis, vante la « conviction » et la « subtilité » de son jeu ainsi que sa délicatesse.

## Filmographie
- 1994 : US Go Home (téléfilm) de Claire Denis dans la collection « Tous les garçons et les filles de leur âge » – Martine
- 1996 : Nénette et Boni de Claire Denis – Nénette
- 1998 : Louise (take 2) de Siegfried – Danseuse opéra
- 2000 : Du poil sous les roses de Jean-Julien Chervier et Agnès Obadia – Lila
- 2000 : La Chambre obscure de Marie-Christine Questerbert – Lisotta
- 2001 : Innocente (téléfilm) de Karin Albou dans la collection « Combats de femme »
- 2001 : Trouble Every Day de Claire Denis – La jeune fille du métro
- 2001 : Le Pornographe de Bertrand Bonello – Monika
- 2007 : La Graine et le Mulet d'Abdellatif Kechiche – Julia
- 2007 : Kadidja osake (court métrage) de Minh Sourintha – Kadidja Osake
- 2008 : Seule (téléfilm) de Fabrice Cazeneuve
- 2009 : Rech JF: pour court-métrage rémunéré (court métrage, également scénariste) de Manuel Schapira
- 2011 : Le Chat du rabbin de Joann Sfar et Antoine Delesvaux – voix Knidelette
- 2012 : Les Meutes (court métrage, également directrice de casting) de Manuel Schapira
- 2013 : Face à la mer (court métrage) d'Olivier Loustau – Colomba
- 2015 : Qui frappe à ma porte (court métrage) de Malec Démiaro – L'ex-copine
- 2015 : La Tête haute d'Emmanuelle Bercot – Juliette
- 2016 : Damoclès (téléfilm) de Manuel Schapira – Mélanie
- 2022 : Avec amour et acharnement de Claire Denis – l'agente du tribunal de commerce